# ジッツォ・フォン・シュヴァルツブルク
ジッツォ・フォン・シュヴァルツブルク（＝ルードルシュタット）（ドイツ語: Sizzo von Schwarzburg(-Rudolstadt), 1860年6月2日 - 1926年3月24日）は、ドイツの領邦シュヴァルツブルク＝ルードルシュタット侯国の侯子。1925年より死去するまでシュヴァルツブルク家家長の地位にあった。

## 生涯
シュヴァルツブルク＝ルードルシュタット侯フリードリヒ・ギュンターとその2番目の妻であるアンハルト＝デッサウ公女ヘレーネ（1835年 - 1860年）の間に、男女の双子の片割れギュンター・ジッツォ・フォン・ロイテンベルク（ドイツ語: Günther Sizzo von Leutenberg）としてルードルシュタットで生まれた。ジッツォは双子の姉のヘレーネ（1860年 - 1937年）とともに父から「ロイテンベルク侯子（侯女）」（Prinz (und Prinzessin) von Leutenberg）の称号を与えられた。
ジッツォの地位をめぐる問題は非常に錯綜していた。母ヘレーネはアンハルト公レオポルト4世の弟ゲオルクが貴賤結婚で儲けた娘で、「ライナ伯爵夫人」の称号で呼ばれていたが、1855年にフリードリヒ・ギュンターとの結婚に際し、叔父のヴィルヘルムの養女となって「アンハルト＝デッサウ公女」の称号を許された。しかしこの二人の結婚もまた貴賤結婚と見なされたため、ジッツォはシュヴァルツブルク侯家の正式な一員と認められず、侯家の正統な男子相続者が絶えた場合のみ、彼とその子孫に侯位継承権が生じるものとされた。
母ヘレーネは姉とジッツォを出産した直後に死去し、父フリードリヒ・ギュンターもジッツォが7歳の時に死去した。父の死後、ジッツォはグロースハルトハウとゴルトバッハの所領を相続した。また1875年に地元の教区監督より堅信礼を受けている。1880年にプロイセン軍に入隊し、ブレスラウ駐屯の第1胸甲騎兵連隊に所属し、翌1881年には少尉に任官した。1887年にはブリュッセルのプロイセン大使館付きの陸軍武官に転属となったが、こちらではシュヴァルツブルク侯家から使用を認められていない「殿下（Durchlaucht）」の敬称で呼ばれて問題になった。
父フリードリヒ・ギュンターは対等結婚である前妻アウグステ・フォン・アンハルト＝デッサウとの間に3人の男子を儲けていたが、いずれもジッツォの誕生前に死去しており、子孫もいなかった。そのためルードルシュタット侯の地位は、叔父のアルベルトが継承し、さらにその子のゲオルク・アルベルトが受け継いでいた。
ゲオルク・アルベルトの死後の1890年、ジッツォの再従兄にあたる分家筋のギュンター・ヴィクトルが即位した。ギュンター・ヴィクトルは、侯位に就いて間もなくジッツォをシュヴァルツブルク騎士団（Schwarzburger Orden）の騎士に叙任した。同年、ハルトハウとゴルトバッハの所領が経営難に陥っているとの報告を聞いたジッツォは、軍を離れて1892年10月にはハルトハウに戻った。ジッツォは以後の約10年間をハルトハウの町の再生に努めてほぼ全ての街の建造物を増改築し、1900年には町の除幕式を行っている。1899年、ジッツォは町に地元のキフホイザー山地にちなんで「ツーム・キフホイザー（Zum Kyffhäuser）」という名の旅館を建てたが、これは現在もシュヴァルツブルク侯国の旧領民の子孫たちに記憶されている。
1896年6月2日、ジッツォはシュヴァルツブルク＝ルードルシュタット侯家の継承権を認められ、称号も「ロイテンベルク侯子」から「シュヴァルツブルク＝ルードルシュタット侯子」に改められた。しかし同族のシュヴァルツブルク＝ゾンダースハウゼン侯家はジッツォの継承権を承認しなかった。同年6月18日、神聖ローマ皇帝フリードリヒ1世とドイツ皇帝ヴィルヘルム1世を顕彰したキフホイザー記念碑の除幕式が行われた際、ジッツォはプロイセン赤鷲勲章の一等勲章を受けた。
1897年1月25日、デッサウにおいて、再従妹にあたるアンハルト公女アレクサンドラ（フリードリヒ1世の末娘）と結婚した。夫妻は新婚旅行の後、3月22日にハルトハウの領地に戻った。ギュンター・ヴィクトル侯に子供がなかったため、ジッツォは侯位継承者に指名された。
1918年11月23日、ドイツ革命の煽りを受けてギュンター・ヴィクトルが退位すると、ジッツォが君主となる望みは断たれた。シュヴァルツブルク＝ゾンダースハウゼン侯家は1909年に断絶しており、ジッツォは1925年にギュンター・ヴィクトルの後を継いでシュヴァルツブルク家の家長となったものの、翌1926年にグロースハルトハウで死去した。家長位は一人息子のフリードリヒ・ギュンターが継承した。

## 子女
アレクサンドラとの間に1男2女を儲けた。
- マリー・アントイネッテ（英語版）（1898年 - 1984年） - 1925年、ゾルムス＝ヴィルデンフェルス（英語版）伯フリードリヒ・マグヌス5世と結婚
- イレーネ（1899年 - 1939年）
- フリードリヒ・ギュンター（英語版）（1901年 - 1971年） - シュヴァルツブルク家家長